# Albert Hehn

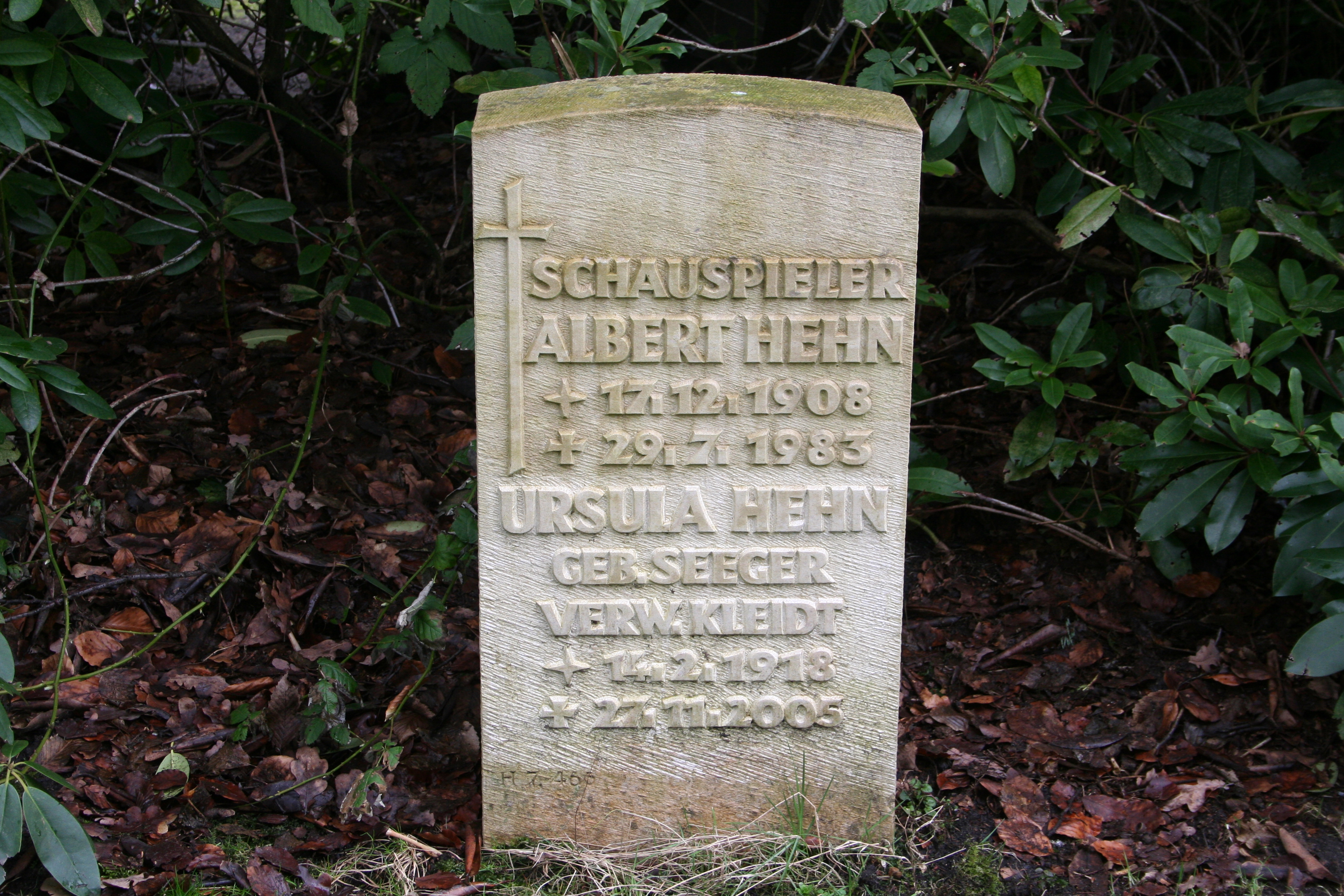
Grab von Albert Hehn auf dem Friedhof Ohlsdorf

Albert Hehn (* 17. Dezember 1908 in Lauda; † 29. Juli 1983 in Hamburg) war ein deutscher Schauspieler.

## Biografie
Hehn trat ab 1929 erstmals am Deutschen Schauspielhaus in Hamburg auf und übernahm dort 1934 als Ferdinand in Schillers Kabale und Liebe seine erste größere Aufgabe. Am 1. Oktober 1936 agierte er in dem Stück Die Räuber an der Volksbühne in Berlin unter der Regie von Eugen Klöpfer.
1938 kam er zu seiner ersten Filmrolle in dem Propagandafilm Kameraden auf See, danach wurde er immer wieder als vorbildlicher Wehrmachtsoffizier eingesetzt. In Sensationsprozeß Casilla (1939) spielte er einen Deutschen, der im Ausland zu Unrecht angeklagt wird, in Jungens (1941) einen Lehrer und HJ-Führer, in Familie Buchholz (1944) einen Kunstmaler.
1946 erhielt Hehn ein Engagement an den Passauer Kammerspielen und gastierte in zahlreichen anderen Städten. Auch im Kino war Hehn häufig zu sehen, und zwar wieder oft als Uniformträger. In Es geschah am 20. Juli verkörperte er den hitlertreuen Major Otto Ernst Remer. In den sechziger und siebziger Jahren wirkte er in Fernsehserien mit, wie 1966 im 7. Teil der SF-Serie Raumpatrouille, wo er als Commander Lindley
den GSD-Kreuzer Tau befehligte  und tourte in der Rolle des Wachtmeisters in dem Musical Anatevka durch Deutschland.
Albert Hehns erste Ehefrau in den dreißiger Jahren war Annemarie Gresitza, mit der er eine Tochter hatte, sie wurde Nina genannt. 1943 heiratete er die österreichische Schauspielerin Elfriede Datzig, Mutter seines Sohnes Michael Christopher Datzig-Hehn. Nach Datzigs Tod 1946 wurde die Schauspielerin Jeanette Schultze seine dritte Ehefrau, die Mutter seiner 1949 geborenen Tochter Jeannette-Micheline Hehn. 1953 heiratete er Miss Bayern, Gardy Artinger. Eines der vier gemeinsamen Kinder ist der Schauspieler Sascha Hehn. Zuletzt war Albert Hehn mit seiner fünften Ehefrau Ursula Seeger (verw. Kleidt) verheiratet. Die Grabstätte von Albert Hehn befindet sich auf dem Hauptfriedhof Ohlsdorf in Hamburg.

## Filmografie
- 1938: Kameraden auf See
- 1938: Pour le Mérite
- 1938: Schatten über St. Pauli
- 1939: Legion Condor
- 1939: Drei Unteroffiziere
- 1939: Kennwort Machin
- 1939: Sensationsprozeß Casilla
- 1941: Stukas
- 1941: Jungens
- 1941: Annelie
- 1943: Tonelli
- 1943: Du gehörst zu mir
- 1944: Seinerzeit zu meiner Zeit
- 1944: Der Täter ist unter uns
- 1944: Familie Buchholz
- 1944: Neigungsehe
- 1944/49: Freitag, der 13.
- 1948: Der Herr vom andern Stern
- 1949: Die Brücke
- 1949: Martina
- 1950: Der Fall Rabanser
- 1950: Kennen Sie Berlin?
- 1952: Mönche, Mädchen und Panduren
- 1952: Traumschöne Nacht
- 1952: Les plaisirs de Paris
- 1953: Die Mühle im Schwarzwäldertal
- 1954: Das Kreuz am Jägersteig
- 1954: Unternehmen Edelweiß
- 1955: Verrat an Deutschland
- 1955: Es geschah am 20. Juli
- 1955: Das Forsthaus in Tirol
- 1955: Der grüne Kakadu
- 1956: Die Ausgestoßenen (Todos somos necesarios)
- 1957: Das Glück liegt auf der Straße
- 1957: Blutige Rhapsodie (Rapsodia de sangre)
- 1957: Die Sklavinnen von Karthago (Le schiave di Cartagine)
- 1957: Das nackte Leben (El batallón de las sombras)
- 1957: Saranno uomini
- 1957: Zwei Bayern im Harem
- 1957: Der Stern von Afrika
- 1958: Hospital general
- 1958: Die grünen Teufel von Monte Cassino
- 1958: Nackt wie Gott sie schuf
- 1959: Heiße Ware
- 1959: Das Land, das meine Sprache spricht
- 1959: Rommel ruft Kairo
- 1959: Kriegsgericht
- 1959: Die feuerrote Baronesse
- 1960: Die Hunde des Krieges (Les Honneurs de la guerre)
- 1960: … und keiner schämte sich
- 1960: Es ist soweit
- 1960: Ein Weihnachtslied in Prosa oder Eine Geistergeschichte zum Christfest
- 1961: Der Mann von drüben
- 1963: Geliebt in Rom
- 1964: Bericht von den Inseln
- 1964: Das Kriminalmuseum (Fernsehserie) – Der Fahrplan
- 1964: Sechs Stunden Angst
- 1965: Alarm in den Bergen
- 1966: Der Mann mit der Puppe
- 1966: Raumpatrouille; Folge: Invasion
- 1966: Gewagtes Spiel; Folge: Drei Giraffen
- 1967: Jungfrau aus zweiter Hand
- 1968: Vulkan der höllischen Triebe
- 1970: X + YY: Formel des Bösen
- 1970: Der Kommissar – Messer im Rücken
- 1973: Skihaserl-Report
- 1973: Schloß Hubertus

## Hörbücher und Hörspiele (Auswahl)
- Georges Simenon: Maigret und die Bohnenstange. Bearbeitung: Gert Westphal; Regie: Heinz-Günter Stamm. BR 1961. Der Audio Verlag 2005.